# Marsdenia thyrsiflora
Marsdenia thyrsiflora är en oleanderväxtart som beskrevs av Joseph Dalton Hooker. Marsdenia thyrsiflora ingår i släktet Marsdenia och familjen oleanderväxter. Inga underarter finns listade i Catalogue of Life.